# Kožojed obecný
Kožojed obecný (Dermestes lardarius) je druh brouka z čeledi kožojedovitých. Vyskytuje se po celém světě. Je běžným škůdcem domácností a skladů („spižíren“) ve velké části světa. Živí se živočišnými produkty, jako je sušené maso a ryby, krmivem pro domácí zvířata, kůží, peří, sýrem a muzejními exempláři, jako je sušený hmyz. Pojídá i rostliny s vysokým obsahem bílkovin, jako je například obilí.
Larva kožojeda je hnědá a zhruba jednou tak dlouhá jako dospělý brouk a hustě ochlupená. Dospělé larvy obou druhů mají tendenci zavrtávat se do tvrdých substrátů, jako je dřevo, korek a sádra, kde se zakuklí.
Dospělí brouci kožojedů dosahují délky 7 až 9 milimetrů, jsou tmavě hnědí se širokým, světle žlutým skvrnitým pásem přes horní část krovek. Je hnědočerný, přední polovina krovek je žlutohnědě ochlupená, tvoří světlý pás s několika tmavšími skvrnkami. Dospělí brouci kožojeda jsou v zimě obvykle venku na chráněných místech, ale na jaře a na začátku léta zalézají do budov. Samice kladou přibližně 135 vajec blízko zdroje potravy a vajíčka se vylíhnou přibližně za 12 dní. Životní cyklus kožojeda je přibližně 40 až 50 dní.